# Renault 4CV
Рено 4CV (фр. quatre chevaux, вимовляється: [kat.ʃəvo] ніби написано quat'chevaux) — одна з найпопулярніших моделей за всю історію існування Рено, названа французьким «Фольксвагеном» — народним автомобілем. Рено 4CV — малолітражний, чотирьох дверний седан із заднім розміщенням двигуна, потужністю 21 к.с.
Перші модифікації 4CV були обладнані 4-циліндровим двигуном робочим об'ємом 760 см3, але пізніше об'єм двигуна було зменшено до 748 см3.
Із самого початку створення автомобіль викликав великий інтерес. Черги на придбання автомобіля сягали двох років. В 1954 році було випущено півмільйонний автомобіль 4CV, а коли 6 липня 1961 року було продано 1 мільйон машин, виробництво автомобіля припинилося. У 1962 році його було замінено на прогресивний для свого часу передньопривідний Рено 4.
Всього виготовлено 1 105 547 екземплярів Renault 4CV.
CV — це абревіатура від chevaux-vapeur, французького еквівалента одиниці потужності «кінська сила». Назва 4CV, таким чином, відноситься до податкових кінських сил автомобіля.

## Характеристика
| Двигун                        | рядний 4-цилідровий нижньоклапанний |
| Діаметр циліндра і хід поршня | 54,5x80 мм                          |
| Робочий об'єм                 | 748 см3                             |
| Потужність                    | 21 к.с.                             |
| Коробка передач               | механічна 3-ступенева               |
| Гальма                        | барабанні всіх коліес               |
| Кузов                         | 4-дверний седан                     |
| Максимальна швидкість         | 95 км/год                           |

## Історія створення
Над створенням моделі 4 CV Луї Рено почав працювати ще у повоєнний період з 1941 по 1944 роки. Восени 1940 року Луї Рено розпочав фінансування проекту по створенню масового мікролітражного автомобіля із заднім розміщенням двигуна, який планувалося запустити у виробництво після закінчення другої світової війни. У травні 1941 року було зроблено дерев'яну модель автомобіля. Незважаючи на заборону німців проектувати і створювати будь-яку цивільну техніку, фірмою «Рено» було створено три робочі екземпляри автомобіля. У вересні 1943 року було проведено перші випробування автомобіля 4CV, результатами яких Л. Рено був незадоволений. Модель було доопрацьовано і її повторні випробування розпочалися у березні 1944 року. Проте Л. Рено так і не вдалося налагодити виробництво 4CV.
Під час другої світової війни фірма «Рено» випускала вантажні автомобілі та іншу воєнну продукцію для вермахту, в результаті чого заводи фірми були зруйновані англо-американськими військами, а самого Луї Рено після звільнення Парижу у кінці серпня 1944 року було заарештовано за звинуваченням у співпраці з фашистською Німеччиною. У жовтні 1944 року Луї Рено помер у в'язниці. Фірму «Рено» було націоналізовано і було перетворено на державне підприємство і названо «Режі Насьональ дез Юзін Рено» (Regie Nationale des Usines Renault).
Після смерті Рено його справу було продовжено і модель «4CV» була допрацьована. Вперше автомобіль цієї моделі було представлено на першому післявоєнному Паризькому автомобільному салоні, який було відкрито 3 жовтня 1946 року.
Автомобіль виправдав сподівання: невеликий, але всередині доволі просторий — достатньо для розміщення чотирьох дорослих, економічний у споживанні пального, але здатний розвивати велику швидкість. Перші автомобілі Рено 4CV були пофарбовані у фарбу, що була залишена німцями і використовувалася для фарбування вантажних автомобілів, що направлялися в Африку.

## Досягнення
У 1952 році автоконструктор та гонщик Жан Редле (Jean Redele) на переробленому ним автомобілі Рено 4CV виграв перегони Мілле Міглія («Mille Miglia») у категорії автомобілів з робочим об'ємом двигуна до 750 см3.